# Antidesma sinuatum
Antidesma sinuatum là một loài thực vật có hoa trong họ Diệp hạ châu. Loài này được Benth. mô tả khoa học đầu tiên năm 1873.